# Entwicklungsdienst
Die Programme und Projekte, in denen Entwicklungsdienst von Fachkräften (Entwicklungshelfern) geleistet wird, werden von Partnerorganisationen und Trägern der Entwicklungsdienste gestaltet. Sie umfassen alle entwicklungspolitisch bedeutsamen Handlungsfelder. Die Rahmenbedingungen für den Entwicklungsdienst regelt in Deutschland das Entwicklungshelfer-Gesetz (EHfG) von 1969. Zu den Bestimmungen zählen die Gewährung von Unterhaltsleistungen und die soziale Sicherung der Fachkräfte und ihrer Familien. Dort ist auch festgelegt, nach welchen Kriterien die Träger des Entwicklungsdienstes als solche anerkannt werden; denn nur diese können Entwicklungshelfer-Dienstverträge schließen.

## Träger des Entwicklungsdienstes
In Deutschland sind derzeit sieben Organisationen als Träger des Entwicklungsdienstes anerkannt und bilden den Dachverband Arbeitsgemeinschaft der Entwicklungsdienste e. V.:
- Arbeitsgemeinschaft für Entwicklungshilfe (AGEH)
- Dienste in Übersee (unter der Marke „Brot für die Welt“)
- Christliche Fachkräfte International (CFI)
- Eirene Internationaler Christlicher Friedensdienst
- Forum Ziviler Friedensdienst (forumZFD)
- Deutsche Gesellschaft für Internationale Zusammenarbeit (GIZ)
- Weltfriedensdienst (WFD)

Diese Organisationen gestalten die Einsatzmöglichkeiten von Fachkräften im Entwicklungsdienst oder Zivilen Friedensdienst. Dabei folgen die Träger unterschiedlichen Verfahren: Oft geht der Entstehung eines neuen Einsatzplatzes die Anfrage einer lokalen Organisation voraus und die Ziel- und Aufgabenbeschreibung ist das Ergebnis partnerschaftlicher Aushandlungsprozesse. Es gibt aber auch Träger, die eigene Projekte und Programme entwickeln und Fachkräfte dort einsetzen. Letztlich entstehen Stellen für Entwicklungshelfer auch in Vorhaben Dritter, d. h., sie sind in eine Kooperation mit einem anerkannten Träger eingebettet. Allen Einsatzmöglichkeiten ist gemein, dass sich die Tätigkeit der Fachkräfte am Bedarf im jeweiligen Partnerland orientiert.

## Fachkräfte im Entwicklungsdienst
Entwicklungshelfer sind berufserfahrene Fachkräfte, die auf Basis eines Entwicklungshelfer-Dienstvertrags für eine befristete Zeit ihre Erfahrung und ihr Wissen dort einbringen, wo es gemeinsames Handeln braucht, um Armut zu überwinden, politische Reformen voranzubringen oder Frieden zu fördern. Das Besondere am Entwicklungshelfer-Vertrag ist, dass die Arbeit als solidarischer Dienst definiert ist und, laut Gesetz, ohne Erwerbsabsicht erfolgt. Seit 1999 werden Fachkräfte im Zivilen Friedensdienst nach den gleichen gesetzlichen Grundlagen vermittelt.
Seit die ersten Fachkräfte 1964 nach Tansania gegangen sind, hat sich viel verändert, nicht zuletzt auch das Verständnis von dem, was „Entwicklung“ bedeutet und was Entwicklungsdienst überhaupt leisten kann. Heutzutage stehen im Vordergrund:
- Fachlichkeit und Partnerorientierung für die gemeinsame Erarbeitung und Umsetzung von Problemlösungsstrategien und die gemeinsame Gestaltung und Förderung von Veränderungen.
- Wertschätzung der „produktiven Fremdheit“ – als Ressource für gemeinsames Lernen und interkulturellen Austausch auf Augenhöhe.
- Frieden und soziale Gerechtigkeit sind Leitmotiv eines jeden Entwicklungsdienstes.

Nach wie vor reisen jährlich mehrere Hundert engagierte Fachkräfte im Entwicklungsdienst und Zivilen Friedensdienst aus und arbeiten in allen Sektoren der deutschen Entwicklungszusammenarbeit.
Wer Entwicklungsdienst leisten möchte, sollte eine abgeschlossene Ausbildung und Berufserfahrung mitbringen. Gesucht werden Fachkräfte aus sehr unterschiedlichen Bereichen, und welche Expertise jeweils gebraucht wird, ist in den Stellenausschreibungen der Träger des Entwicklungsdienstes präzisiert.